# Henry Picker
Henry Picker (6 de fevereiro de 1912 em Wilhelmshaven - 2 de maio de 1988) foi um advogado, estenógrafo e autor que co-transcreveu e publicou pela primeira vez as transcrições das conversas informais de Adolf Hitler, conhecidas coloquialmente como Table Talk.

## Biografia
Henry Picker nasceu em Wilhelmshaven, Alemanha. Filho de um senador alemão, Picker estudou direito e se formou na Universidade de Quiel em 1936. Picker tornou-se membro do Partido Nazista em 1930 e, em 1942, tornou-se executivo sênior e membro da equipe jurídica nos quartéis-generais do Führer.
Desde 1941, ele foi casado com a professora de esportes Irene Atzinger. O casal teve três filhos e uma filha.

## Hitler's Table Talk
A versão de Picker da Table Talk foi publicada em 1951 sob o título Hitlers Tischgespräche im Führerhauptquartier, e contou com as notas originais em alemão que ele adquiriu de Heinrich Heim, tiradas de julho de 1941 a março de 1942, e as próprias notas de Picker de 21 de março de 1942 a 2 de agosto de 1942.
A primeira edição do Table Talk de Picker foi organizada tematicamente, ao contrário das edições francesa e inglesa, que foram organizadas cronologicamente. Uma edição posterior da obra de Picker foi publicada em 1963, mais extensa, cuidadosamente anotada, organizada cronologicamente e publicada com uma introdução do historiador alemão Percy Ernst Schramm. A segunda (1963) e a terceira (1976) edição contêm vários depoimentos de colegas oficiais de bunkers relacionados à precisão e autenticidade dos livros, incluindo o general Gerhard Engel. Picker esteve envolvido em várias batalhas legais com François Genoud e Hugh Trevor-Roper sobre os direitos autorais do trabalho. Em 1963, Picker publicou um livro sobre o Papa João XXIII, em cuja preparação ele foi assistido pelo bibliotecário do Vaticano Conde Giuseppe Newlin (Mieczysław Dunin-Borkowski).